# Leszczyny (gmina 1945–1954)
Leszczyny – dawna gmina wiejska istniejąca w latach 1945–1954 w woj. śląskim, katowickim i stalinogrodzkim (dzisiejsze woj. śląskie). Nazwa gminy pochodzi od wsi Leszczyny (obecnie dzielnica Czerwionki-Leszczyn), lecz siedzibą władz gminy był Kamień pod Rzędówką.
Gmina zbiorowa Leszczyny powstała w grudniu 1945 w następstwie reformy gminnej w powiecie rybnickim w woj. śląskim (śląsko-dąbrowskim). Według stanu z 1 stycznia 1946 gmina składała się z 4 gromad: Leszczyny, Kamień pod Rzędówką, Książenice i Przegędza. 6 lipca 1950 zmieniono nazwę woj. śląskiego na katowickie, a 9 marca 1953 kolejno na woj. stalinogrodzkie.
Według stanu z 1 lipca 1952 gmina składała się w dalszym ciągu z 4 gromad (bez zmian). Gmina została zniesiona 29 września 1954 wraz z reformą wprowadzającą gromady w miejsce gmin. Leszczyny uzyskały później status osiedla (1 stycznia 1956) i miasta (18 lipca 1962). 27 maja 1975 do Leszczyn przyłączono sąsiednie miasto Czerwionkę, a 1 lutego 1977 gminę Ornontowice (z Dębieńskiem). 1 stycznia 1992 miasto przemianowano na Czerwionka-Leszczyny.
Nie należy mylić gminy Leszczyny (1945–1954) z gminą Leszczyny, utworzoną w 1977 roku z obszaru zniesionej gminy Bełk oraz z części zniesionej gminy Ochojec (przemianowaną w 1992 roku na gminę Czerwionka-Leszczyny). Gmina ta obejmuje mianowicie obszary dawnych gmin Bełk oraz Leszczyny sprzed 1954 roku.